# Il mondo senza sole
Il mondo senza sole (Le monde sans soleil) è un documentario del 1964 diretto da Jacques-Yves Cousteau vincitore del premio Oscar al miglior documentario.

## Riconoscimenti
- Premio Oscar
  - Oscar al miglior documentario